# Gentleman (álbum)
Gentleman é um álbum de estúdio de 1973 do músico nigeriano de Afrobeat Fela Kuti. Foi escrito e produzido por Kuti e gravado com sua banda Afrika 70. A representação da capa de uma cabeça de macaco sobreposta a um corpo de terno é uma referência à faixa-título do álbum, que Kuti compôs como um comentário sobre a mentalidade colonial dos africanos que aderiram aos costumes e roupas europeus. 

## Música e letras
A faixa-título do álbum é o comentário de Kuti sobre a mentalidade colonial dos africanos que aderem aos costumes e roupas europeus, conforme referenciado pela colagem na arte da capa de uma cabeça de macaco em um corpo de terno. Na música, ele pondera por que outros africanos usariam tantas roupas no calor africano: "Eu sei o que vestir, mas meu amigo não sabe / Eu não sou um cavalheiro assim! / Eu sou um homem africano original ." Ele faz solos em seu saxofone tenor durante a maior parte da introdução de nove minutos da música, e muda para seu piano elétrico durante as seções vocais. Kuti aprendeu a tocar após a saída de Igo Chico de sua banda Afrika 70 em 1973. "Gentleman" é seguido por duas composições jazzísticas - "Fefe Naa Efe" e "Igbe".

## Lançamento e recepção
Gentleman foi lançado originalmente em 1973 pela EMI. Em uma revisão retrospectiva, Sam Samuelson do AllMusic deu ao álbum cinco estrelas e chamou-o de "uma obra-prima Afrika 70 e Afro-beat ". Em 2000, a MCA Records relançou e agrupou Gentleman com o álbum de 1975 de Kuti, Confusion. Foi a última parcela de um projeto de reedição de 10 CDs e 20 álbuns para Kuti. Rob Brunner da Entertainment Weekly deu à reedição um "A", enquanto Robert Christgau do The Village Voice deu um "A−".  Na opinião de Christgau, enquanto a trompa que introduz a faixa-título "incorpora as contradições da mensagem anti-europeia daquela canção", o álbum é levado "para o mato" com "dois africanismos de oito minutos".  Ele classificou a reedição em 80º lugar na lista de seu reitor para a pesquisa da crítica Pazz & Jop em 2000. 
Em 2010, Gentleman foi incluído novamente com Confusion pela Knitting Factory Records como parte de sua extensa reedição da discografia de 45 álbuns de Kuti. Michaelangelo Matos, da revista Paste , deu nota "9,3/10" e citou-o como o "dois essenciais" na série de reedições. do All About Jazz, Chris May, disse que Gentleman e Confusion foram "as primeiras grandes obras-primas do cânone de Kuti". 

## Lista de músicas
Todas as faixas escritas e compostas por Fela Kuti. | Lado A |             |         |  |
| N.º    | Título      | Duração |  |
| 1.     | "Gentleman" | 14:41   |  || Lado B         |                |         |  |
| N.º            | Título         | Duração |  |
| 1.             | "Fefe Naa Efe" | 8:12    |  |
| 2.             | "Igbe"         | 8:06    |  |
| Duração total: | Duração total: | 31:00   |  |

## Pessoal
Os créditos são adaptados das notas do encarte do álbum. 
- Organização Afrika 70 – arte
- Igo Chico – saxofone tenor (faixas 2, 3)
- Fela Ransome-Kuti – saxofone alto, arranjos, piano elétrico, produção, saxofone tenor, voz
- Peter Obe – fotografia
- Emmanuel A. Odenusi – engenharia, mixagem
- Tunde Williams – trompete